# Yongxing, Anhui
Yongxing (kinesiska: 永兴) är en köping i östra Kina. Den ligger i Lixin härad i staden Bozhou i provinsen Anhui,  omkring 180 kilometer nordväst om provinshuvudstaden Hefei. Antalet invånare är 33899. Befolkningen består av 16 675 kvinnor och 17 224 män. Barn under 15 år utgör 24,0 %, vuxna 15-64 år 63 %, och äldre över 65 år 12,0 %.